# (5411) Liia
(5411) Liia es un asteroide perteneciente al cinturón de asteroides descubierto el 2 de enero de 1973 por Nikolái Stepánovich Chernyj desde el Observatorio Astrofísico de Crimea, en Naúchni.

## Designación y nombre
Liia fue designado al principio como 1973 AT3.
Más tarde, en 1997, se nombró en honor de Liia Forrer-Tsiganovskaya, una conocida del descubridor.

## Características orbitales
Liia orbita a una distancia media de 3,072 ua del Sol, pudiendo alejarse hasta 3,208 ua y acercarse hasta 2,936 ua. Tiene una inclinación orbital de 5,639 grados y una excentricidad de 0,04421. Emplea 1967 días en completar una órbita alrededor del Sol. El movimiento de Liia sobre el fondo estelar es de 0,183 grados por día.

## Características físicas
La magnitud absoluta de Liia es 12,3.